# أمجد أبو العلا

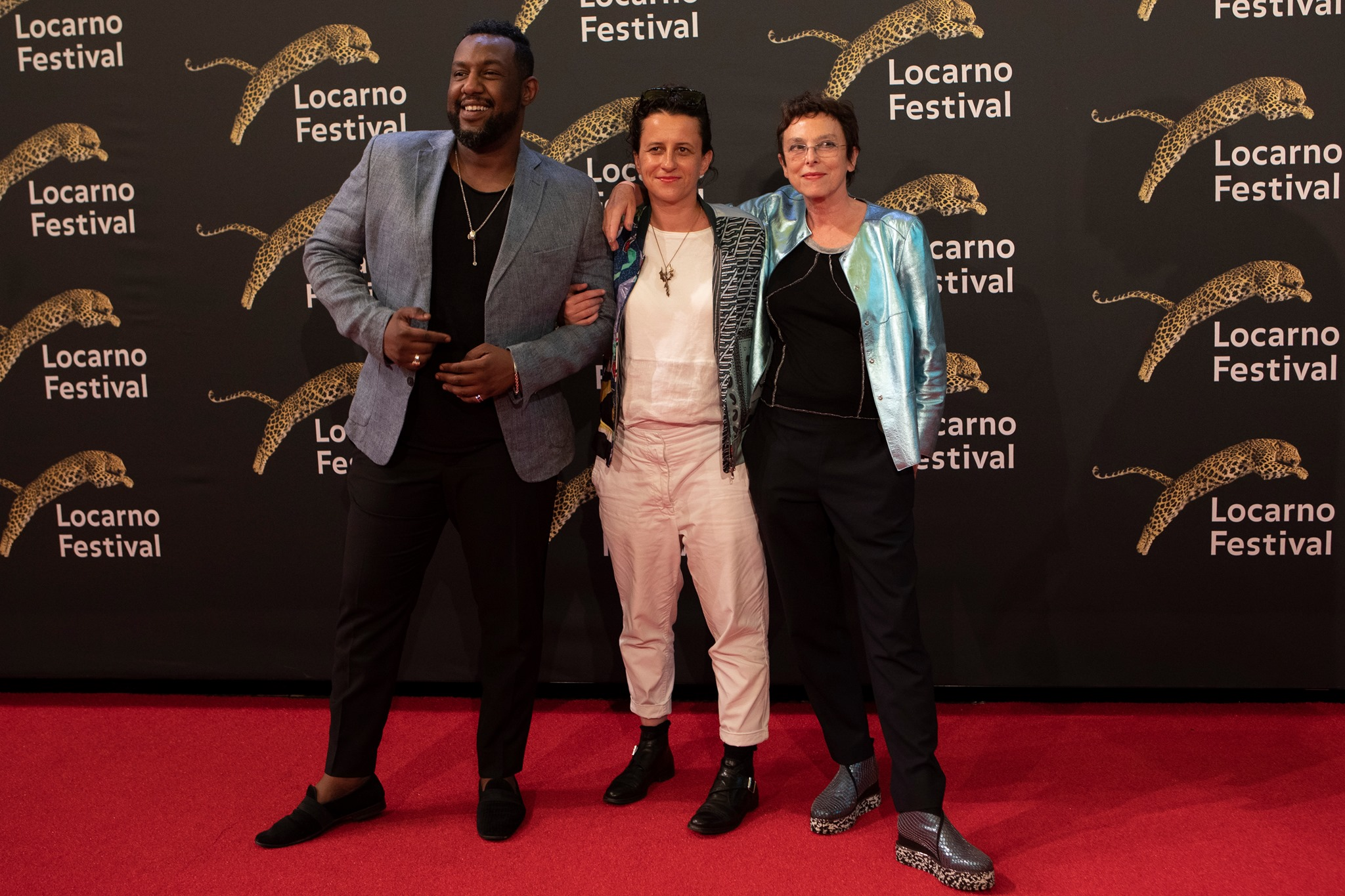
أمجد أبو العلا وكاترينا وايس وكارينا رسلر

أمجد أبو العلا مخرج سوداني حاز علي عدد من الجوائز. قضى سنوات طويلة من حياته في الإمارات، وبعد تجربة طويلة من العمل الوثائقي للقنوات التلفزيونية وتجارب صناعة أفلام قصيرة، إنطلق بفلمه الطويل الأول إلى مهرجانات العالم. حيث بدأً بفينيسيا الذي حصل منه على جائزة أفضل عمل أول، ثم مهرجان تورنتو ثم مهرجان الجونة وأول لقاء مع الجمهور العربي.

## تاريخة الفني
كان طالبًا يبلغ من العمر 14 عامًا في مدينة «ود مدني» في ولاية الجزيرة، حيث صوّر فيلم ستموت في العشرين وكانت السينيما السودانية شغفه منذ الطفولة.

## أعماله
من أعماله قام بانتاج الفلم السوداني ستموت في العشرين وأوضح المخرج السوداني أمجد أبو العلا أن فكرة فيلمه «ستموت في العشرين» في مخيلته منذ عام 2001 ، وقت إخراجه لأول فيلم له وكان عمره 19 عاما وأنه كان يمر بفترة عصيبة في حياته وهي الفترة التي توفيت فيها جدته لمدة ثلاثة شهور، وهذا ما جعله يناقش فكرة الموت عند السودانيين في فيلم روائي طويل.

## جوائز
نال المخرج السوداني أمجد أبو العلاء جائزة "أسد المستقبل") لـ"مهرجان البندقية فينيسيا السينمائي الدولي"، عن فلمه "ستموت في العشرين، وأشار أبو العلاء، إلى أن جائزة مهرجان فينيسيا التي حصل عليها مؤخرا عن فيلمه الروائي الأول " ستموت في العشرين " هي حلم لم يكن يتوقع أن يتحقق لكن حصوله على "أسد فينيسيا " كانت مفاجأة كبيرة له وانجاز عظيم يفخر به السودانيون.